# Geospatial Content Management System
Un Geospatial Content Management System (GeoCMS) è un gestore dei contenuti (CMS) dove gli oggetti, quali utenti, immagini, articoli, blog, possono avere una posizione geografica (latitudine e longitudine) ed essere mostrati su una carta geografica interattiva. Inoltre le mappe contengono collegamenti a pagine di informazioni, essenzialmente pagine wiki, dei dati rappresentati.
Dalla pubblicazione di Google Maps e delle sue API, e successivamente di Bing Maps, un numero sempre crescente di utenti e sviluppatori web, ha usato mappe interattive per fornire maggiori informazioni all'interno delle proprie pagine web. Questi servizi non possono essere considerati GeoCMS, ma ne costituiscono un blocco spesso fondamentale. 
MapServer inoltre è un'altra tecnologia che spesso è alla base di GeoCMS.
Tiki Wiki è stato il primo CMS a supportare funzionalità di GeoCMS nel 2003, dopo la pubblicazione delle API di MapServer nel 2002.
Oltre ai modelli citati, basati su modelli di rappresentazione 2D, modelli 3D

## Lista di GeoCMS
- Django
- Drupal
- Midgard CMS
- #mappiamo[2]
- Plone
- TikiWiki
- WordPress
- Zikula
- GeoCMS
- Flamingo[3]
- GeoNode[4]
- Mapigniter

## GeoCMS comparazione
|                                                         | Cartaro                                          | Django                                                  | Drupal                                          | MapIgniter                                                   | Maporama GeoManager                                  | mappiamo                    | Midgard                                                     | Plone                   | Tiki Wiki CMS Groupware  | WordPress         | Zikula                         |
| ------------------------------------------------------- | ------------------------------------------------ | ------------------------------------------------------- | ----------------------------------------------- | ------------------------------------------------------------ | ---------------------------------------------------- | --------------------------- | ----------------------------------------------------------- | ----------------------- | ------------------------ | ----------------- | ------------------------------ |
| Capacità di gestire location                            | Si                                               | Si                                                      | Si                                              | Si                                                           | Si                                                   | Si                          | Si                                                          | Si                      | Si                       | Si                | Si                             |
| Modifica punti, linee e poligoni                        | Si                                               | ?                                                       | Si                                              | Si                                                           | Si                                                   | Si                          | ?                                                           | ?                       | ?                        | ?                 | ?                              |
| Numero di location per contenuto                        | Customizzabile                                   | ?                                                       | Multiple                                        | Multiple (Layer)                                             | Multiple                                             | 1                           | In/about/at                                                 | Vedere plugin specifico | 1                        | 1                 | Multiple                       |
| Mappe per contenuti                                     | Si                                               | ?                                                       | Google Maps, Yahoo Maps, MapBuilder, OpenLayers | OpenLayers, Google Maps, Google Earth                        | Maporama Maps, Google Maps, Bing Maps, OpenStreetMap | Leaflet (software)          | Mapstraction                                                | See specific plugin     | Vedere plugin specifico  | Mapstraction      | Mapstraction o Google Maps     |
| Formati di syndication                                  | WMS,WFS,…                                        | ?                                                       | GeoRSS, KML, GeoJSON                            | KML (altri WMS, WFS)                                         | WMS, WFS, GeoJSON, KML                               | JSON                        | GeoRSS                                                      | Vedere plugin specifico | RSS per aggiornare mappe | GeoRSS, KML       | GeoRSS, KML                    |
| Geocoding                                               | No                                               | ?                                                       | Si                                              | Non ancora                                                   | Si (Maporama Maps, Google Maps)                      | Si (please refer to Github) | Si (Mapstraction, Yahoo, GeoNames)                          | Vedere plugin specifico | Non ancora               | Si (Mapstraction) | Si (Mapstraction, Google Maps) |
| Fonti di localizzazione dell'utente                     | No                                               | ?                                                       |                                                 | Manuale, Postgis, import Shapefile                           | Manuale, Collaborativo                               | Si, customizzabile XML      | Manuale, SMS, Plazes, GeoRSS, ICBM, Instamapper, Fire Eagle | Vedere plugin specifico | Mappe customizzate       |                   | Google Maps Module             |
| Può usare database spaziali (es. PostGIS)               | Si                                               | Si                                                      | Si nel branch 2.x del geofield                  | Si                                                           | Si                                                   | Si, Idiorm                  | ?                                                           | ?                       | ?                        | ?                 | ?                              |
| Geographic Features Styling                             | ?                                                | ?                                                       | ?                                               | Mapserver GUI (form)                                         | ?                                                    | Leaflet (software)          | ?                                                           | ?                       | ?                        | ?                 | ?                              |
| Licenza                                                 | ?                                                | ?                                                       | ?                                               | Dual (GPL / Apache v2)                                       | ?                                                    | GPL                         | ?                                                           | ?                       | ?                        | ?                 | ?                              |
| Caratteristiche richieste / Linguaggi di programmazione | Drupal (PHP), Geoserver, MySQL/PostgreSQL/SQLite | Django (Python) MySQL/PostgreSQL/SQLite/Oracle Database | PHP, MySQL/PostgreSQL/SQLite                    | CodeIgniter (PHP), Postgis, Mapserver, RedBeanORM (included) | ?                                                    | LAMP                        | Midgard (PHP), MySQL/PostgreSQL/SQLite                      | Plone (Python), ZODB    | LAMP (PHP)               | LAMP              | LAMP                           |